# ايزيدي ميرزا
ايزيدي ميرزا (أو ايزيدي ميرزا حسين, ميرزا باشا و ميرزا بيك الداسيني; 1600 – 1651) كان قائدًا يزيديًا بارزًا اشتهر في القصص والأساطير الايزيدية بسبب بطولاته العسكرية. وُلد عام 1600م في عائلة محترمة من طبقة الشيوخ، وتحديدًا من سلالة قطاني التابعة لـالشيخ سمايل الإنزلي في بلدة بعشيقة، وكان أصغر ثلاثة أشقاء. في عام 1649م، في عام 1649 م ، تم تعيينه حاكما لـ الموصل.

## حياته المبكرة
نشأ ايزيـدي ميرزا يتيمًا برفقة إخوته، حيث تولى أقاربه رعايتهم بعد أن قُتلت عائلته في معركة ضد غزاة من الأكراد والعرب المسلمين نحو عام 1605 ميلادي. خلال طفولته، اعتاد ميرزا قضاء معظم وقته في أسواق الموصل مع شقيقيه، حيث عاشوا في فقر شديد كأيتام. وللبقاء على قيد الحياة، كانوا يسرقون الطعام من السوق، إلا أن التجار كانوا يغضون الطرف عن ذلك.
في إحدى المرات، وبعد محاولتهم سرقة نباتات من مزرعة، قُبض على الإخوة الثلاثة وسُلّموا إلى الحراس العثمانيين، حيث أُودعوا السجن. وعندما اكتشف الحراس أنهم من االايزيديين، تعرضوا للتعذيب الوحشي. ثم أُجبر كل واحد منهم، بدءًا من الأكبر، على قتل إخوته مقابل إطلاق سراحه. وبعد رفض الشقيقين الأكبر سنًا تنفيذ ذلك، جاء الدور على ايزيـدي ميرزا، الذي كان صغيرًا ولم يدرك فظاعة الموقف. وضع الحراس سكينًا في يده وأجبروه على ذبح شقيقيه قبل أن يُلقى في أحد الأزقة مهملًا من قبلهم.
كان يتجول في الشوارع وحيدًا، وملطخًا بالدماء، حتى صادفه أحد التجار وتعرف عليه، فسأله عما جرى له ثم اصطحبه إلى بعشيقة. سرعان ما انتشرت أنباء هذه الفاجعة، مما أثار غضب المجتمع. وجد إيزيـدي ميرزا ملجأً لدى رجال الدين، الذين احتضنوه ووفّروا له الحماية، كما قاموا بتعليمه القراءة والكتابة وتدريبه على العلوم الدينية.
بعد أن بلغ ميرزا سن الرشد، تزوج وأصبح معلمًا دينيًا. ومنذ صغره، بدأ يُظهر اهتمامًا بالاستراتيجيات والتكتيكات العسكرية. وقد أقنعته الغارات المتكررة التي شنها المسلمون على الإيزيديين، إضافة إلى مأساته في طفولته، بأن اكتساب الخبرة العسكرية أمر لا غنى عنه.

## الإنجازات العسكرية الأولى والصعود إلى السلطة
بعد مرور نحو 15 عامًا على الغارة التي شنها المسلمون على بعشيقة وبحزاني، والتي فقد خلالها ميرزا عائلته، تعرضت المستوطنة لهجوم جديد من قبل غزاة من القبائل الكردية والعربية السنية. وعلى الرغم من تفوق المهاجمين عددًا، تمكن ايزيـدي ميرزا من حشد المقاتلين وتنظيم هجوم مضاد، استطاع من خلاله محاصرة الغزاة وإلحاق هزيمة ساحقة بهم.
انتشر خبر انتصاره كالنار في الهشيم في أرجاء المنطقة، واحتفى به الايزيديون باعتباره نصرًا عظيمًا. وفي سن العشرين، برز ميرزا كشخصية بطولية داخل مجتمعه، واشتهر بشجاعته ومهارته في الفروسية، مما رسخ مكانته كقائد بارع. ووفقًا للمصادر العثمانية، فقد تولى لاحقًا قيادة قوة تضم نحو 3,000 مقاتل إيزيدي مدرب. 
في سن الخامسة والعشرين، تولى ميرزا قيادة مجتمع بعشيقة-بحزاني، وكان يتمتع بعلاقات وطيدة مع أمير الإيزيديين زينال بيك چاوبخالي. وعندما اندلعت الحرب بين العثمانيين والصفويين، وجد الإيزيديون أنفسهم عالقين بين قوتين متصارعتين. وبصفته القائد الأعلى للايزيديين، أدرك ايزيـدي ميرزا أن النجاة من هذه الحرب تتطلب التحالف مع أحد الطرفين.
نظراً للهجمات التي شنها الصفويون على الايزيديين في الشرق، وتمركز العثمانيين بالقرب من مركز الايزيديين قرب الموصل، قرر ميرزا القتال إلى جانب العثمانيين. ووفقاً لتقارير المؤرخ العثماني مصطفى نعيما، فقد استقبله السلطان مراد الرابع بنفسه، واعترف به قائداً للمقاتلين الايزيديين.
وأشادت التقارير بدوره البطولي في معركة بغداد عام 1638 بين العثمانيين والصفويين. كما شارك في المعركة أمير الايزيديين زينال بيك چاوبخالي، إلى جانب ستة من أبرز زعماء الايزيديين: تيمو بابيكي، پيريك خوشابي، قرةجه رخشجي، قرة بابيكي، خِزكي دوملي، الشيخ ديري، والشيخ بابيكي كورميش، الذين قاتلوا إلى جانب إيزيـدي ميرزا.   

### حصار بغداد
تمكنت القوات العثمانية من حصار بغداد في هذه المعركة. خلال الاشتباكات، لم تنجح القوات الايزيدية بقيادة ميرزا الايزيدي في الحفاظ على مواقعها والدفاع عنها فحسب، بل تقدمت أيضًا إلى معسكر قائد صفوي. وتمكنت الوحدات الايزيدية من تحقيق التفوق وقتل القائد الصفوي. بعد ذلك، تقدم ميرزا الايزيدي وقواته أكثر، وهاجموا القوات الصفوية المُنهزمة معنويًا وقتلوا قائدهم سارو خان داخل خيمته.
لم تمر إنجازات ميرزا الايزيدي مرور الكرام دون أن يلاحظها العثمانيون. أدت سمعة ميرزا الايزيدي وقوته إلى تقليل الهجمات والعدائية من قبل المسلمين المجاورين. وشهدت منطقة شيخان بشكل خاص فترة من الهدوء والأمن   

## النزاع مع العثمانيين
بعد أحداث سابقة، توصل العثمانيون والايزيديون إلى اتفاقية سلام، لكنها لم تصمد طويلًا. ففي عام 1640 م، شنّ العثمانيون حملة عسكرية ضد الإيزيديين في منطقة شنكال. وقبل ذلك ببضع سنوات، نجح الايزيديون في شنكال في هزيمة القائد العثماني نصوح باشا، وقتلوا أكثر من 7000 جندي عثماني، وفقًا لما ذكره الرحالة العثماني البارز أوليا جلبي (Çelebi). كان الايزيديون يسيطرون على جميع طرق التجارة في شنكال والمناطق المحيطة بها، ورفضوا الرضوخ للعثمانيين أو دفع الضرائب التي فرضوها عليهم. كما قام الايزيديون بمهاجمة قوافل البضائع التابعة للعثمانيين.
هذا أدى إلى قيام والي مدينة دياربكر، ملك أحمد باشا، الذي كان معروفًا بعدائه للايزيديين، بشن هجوم على شنكال بجيش مكون من 70,000 جندي. طالب الايزيديين بإعادة البضائع المنهوبة ودفع الضرائب المستحقة. وفي المقابل، انسحب مقاتلو الايزيديين إلى الجبال وقدموا مقاومة شديدة. وعلى الرغم من تفوق العثمانيين عدديًا، إلا أنهم تعرضوا لخسائر فادحة قبل أن يتمكنوا من هزيمة الايزيديين المتمرسين في القتال في التضاريس الجبلية القاسية.  

## التعيين كحاكم لموصل ووفاته
في عام 1649 م، عُيِّن الأمير الايزيدي ميرزا حاكمًا لمدينة الموصل من قِبل الصدر الأعظم قرة مراد باشا. خلال فترة حكمه القصيرة، شهدت الموصل طفرة اقتصادية وزراعية، وتمتع الإيزيديون بحالة نادرة من الاستقرار والأمان، مما سمح لهم بتراكم الثروات وممارسة العمل والتجارة في المدينة دون خوف كبير. كما تم تحت إدارته إعادة بناء المزارات الإيزيدية في الموصل.
ومع ذلك، تشير الروايات الإيزيدية إلى أن هناك دافعًا شخصيًا كان وراء سعي ميرزا للسلطة. فبعد توليه منصب الحاكم، بدأ ميرزا على الفور في الانتقام لمقتل أشقائه الاثنين. أصدر أوامره بهدم مزرعة الفلاح الذي كان قد اعتقله وسلمهم - هو وإخوته - إلى الحراس العثمانيين. ثم أمر باعتقال عائلات أولئك الحراس الذين أجبروه على قتل أشقائه، وتم جلبهم إلى قصره حيث واجههم وقام بذبحهم بنفسه.
بعد مرور عام واحد فقط، أُقيل قرة مراد باشا من منصبه، ونتيجة لذلك، فقد الأمير الايزيدي ميرزا موقعه كحاكم، شأنه شأن بقية الحكام. قرر ميرزا السفر إلى إسطنبول للاحتجاج على عزله. في هذه الأثناء، تم تعيين ملك أحمد باشا، الذي قاد الغزو الكبير لشنكال في عام 1640، كصدر أعظم جديد للإمبراطورية العثمانية. وبسبب حقده المستمر على الايزيديين، عمل على ضمان عدم إعادة منصب الحاكم لميرزا.  
عندما علم ميرزا بتعيين الصدر الأعظم الجديد، بدأ بالتخطيط سراً لتنظيم تمرد. وفي أحد الأيام، بينما كان عائدًا إلى باشيق برفقة 60 حارسًا، تعرض لكمين نصبه جنود عثمانيون، حيث لقي مصرعه.   
مقتل ميرزا أثار موجة من الغضب في المناطق الايزيدية، مما أدى في النهاية إلى تمرد واسع النطاق قاده الزعيم الجديد عماد الدين هكاري . جمع عماد الدين هكاري جيشًا ضم 6,000 مقاتل بدعم من قادة ايزيديين بارزين، من بينهم الأمير زينل بك حاجي بكشالي. تمكن الايزيديون من السيطرة على مناطق شاسعة، بما في ذلك منطقة برواري، بعد طرد القوات العثمانية وحلفائها من القبائل الكردية السنية.  
وعلى الرغم من ذلك، نجح العثمانيون في نهاية المطاف في استعادة السيطرة بعد إرسال تعزيزات عسكرية إلى دياربكر. لكن بسبب الخسائر الكبيرة التي لحقت بهم، قرروا الدخول في محادثات سلام مع قادة الايزيديين. بموجب الاتفاق، انسحب العثمانيون من منطقة هكاري، مما أدى إلى فترة من السلام والاستقرار في منطقة بهدينان عقب هذه الأحداث.  